# Robi Banerjee

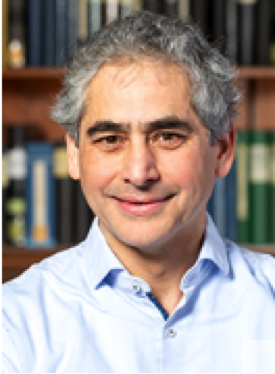
Robi Banerjee in der Hamburger Universität

Robi Banerjee (* 21. Oktober 1967 in Nürnberg) ist ein deutscher Astrophysiker, Klima- und Umweltbeauftragter der Universität Hamburg und Geschäftsführender Direktor der Hamburger Sternwarte.
Seine Hauptforschungsgebiete umfassen die Themen Sternentstehung und Magnetfelder im frühen Universum.

## Werdegang
Robi Banerjee begann sein Physikstudium im Oktober 1993 an der Hamburger Universität und legte dort im September 1996 die Vordiplomsprüfung ab. Er setzte sein Studium an der Friedrich-Alexander-Universität Erlangen-Nürnberg fort und beendete es 1999 mit dem Diplom in Physik und der Diplomarbeit Relativistische Berechnung der Eta-Produktion in Proton-Proton-Kollisionen an der Produktionsschwelle. Von 1999 bis 2002 war er Doktorand am Max-Planck-Institut für Astrophysik in Garching bei München. In seiner Doktorarbeit forschte er zum Thema Evolution of primordial magnetic fields in the early universe und wurde im Jahr 2003 an der Ludwig-Maximilians-Universität in München promoviert. Danach ging er an die McMaster University in Hamilton in Kanada, zunächst als SHARCNET Fellow im Rahmen eines 2001 gegründeten Konsortiums von Universitäten zur Bereitstellung von Supercomputersystemen für die Forschung und dann von 2004 bis 2006 als wissenschaftlicher Mitarbeiter. Zurück in Deutschland arbeitete er von 2006 bis 2007 als Postdoc an der Universität Heidelberg. Ab 2007 leitete er bis 2011 eine Nachwuchsgruppe im Emmy-Noether-Programm der deutschen Forschungsgemeinschaft (DFG) zum Thema Theory of Massive Star Formation in Heidelberg an.
2011 wurde er Professor für theoretische Astrophysik (W2) an der Hamburger Universität. Seit 2014 ist er geschäftsführender Direktor der Hamburger Sternwarte. Im Jahr 2021 wurde er zum Klima- und Umweltbeauftragten der Universität Hamburg ernannt.

## Publikationen (Auswahl)
- Spurzem, R., Berczik, P., Marcus, G., Kugel, A., Lienhart, G., Berentzen, I., ... & Banerjee, R.: Accelerating astrophysical particle simulations with programmable hardware (FPGA and GPU). In: Computer Science-Research and Development. Band 23, Nr. 3, 2009, S. 231–239 (researchgate.net [PDF]).
- Peters, T., Banerjee, R., Klessen, R. S., & Mac Low, M. M.: The interplay of magnetic fields, fragmentation, and ionization feedback in high-mass star formation. In: The Astrophysical Journal. Band 729, Nr. 1, 2011, S. 72, doi:10.1088/0004-637X/729/1/72.
- R. Banerjee und R. E. Pudritz: Outflows and jets from collapsing magnetized cloud cores. In: The Astrophysical Journal. Band 641, Nr. 2, 2006, S. 949, doi:10.1086/500496.
- Peters, T., Klessen, R. S., Mac Low, M. M., & Banerjee, R.: Limiting accretion onto massive stars by fragmentation-induced starvation. In: The Astrophysical Journal. Band 725, Nr. 1, 2010, S. 134, doi:10.1088/0004-637X/725/1/134.
- Schleicher, D. R., Banerjee, R., Sur, S., Arshakian, T. G., Klessen, R. S., Beck, R., & Spaans, M.: Small-scale dynamo action during the formation of the first stars and galaxies-I. The ideal MHD limit. In: Astronomy & Astrophysics. Band 522, 2010, S. A115 (aanda.org).
- Kritsuk, A. G., Nordlund, Å., Collins, D., Padoan, P., Norman, M. L., Abel, T., ... & Xu, H.: Comparing numerical methods for isothermal magnetized supersonic turbulence. In: The Astrophysical Journal. Band 737, Nr. 1, 2011, S. 13, doi:10.1088/0004-637X/737/1/13.
- Banerjee, R.: Evolution of primordial magnetic fields in the early universe. Doktorarbeit, Ludwig-Maximilian-Universität, München 2003 (uni-muenchen.de [PDF]).